# Christina Robertson
Pour les articles homonymes, voir Robertson.
Christina Robertson (née Sanders en 1796 à Fife en Écosse et morte en 1854 à Saint-Pétersbourg) est une artiste écossaise connue notamment pour les nombreux portraits qu'elle fit de la famille impériale et de l'aristocratie russes.

## Biographie
Christina Sanders naît en Écosse en 1796. Nous savons peu de choses sur son enfance. En 1823, un an après son mariage avec James Robertson, (avec qui elle aura huit enfants), passionnée par la peinture, elle participe aux expositions annuelles de la Royal Academy à Londres et à Édimbourg. Saluée par les critiques, elle fait de nombreux portraits fréquemment utilisés pour illustrer les journaux de l'époque. Dans les années 1830, lors de séjours à Paris, elle a l'occasion de travailler pour plusieurs personnalités russes. En 1839, sa popularité parmi la noblesse russe lui permet d'exposer ses œuvres à l'académie des arts de Saint-Pétersbourg où elle se rend. Ses peintures, très appréciées, lui permettent de recevoir à plusieurs reprises des commandes de la famille impériale et de l'aristocratie russe.
Elle retourne vivre à Saint-Pétersbourg en 1847, elle y meurt en 1854.

## Quelques œuvres

Œuvres de Christina Robertson
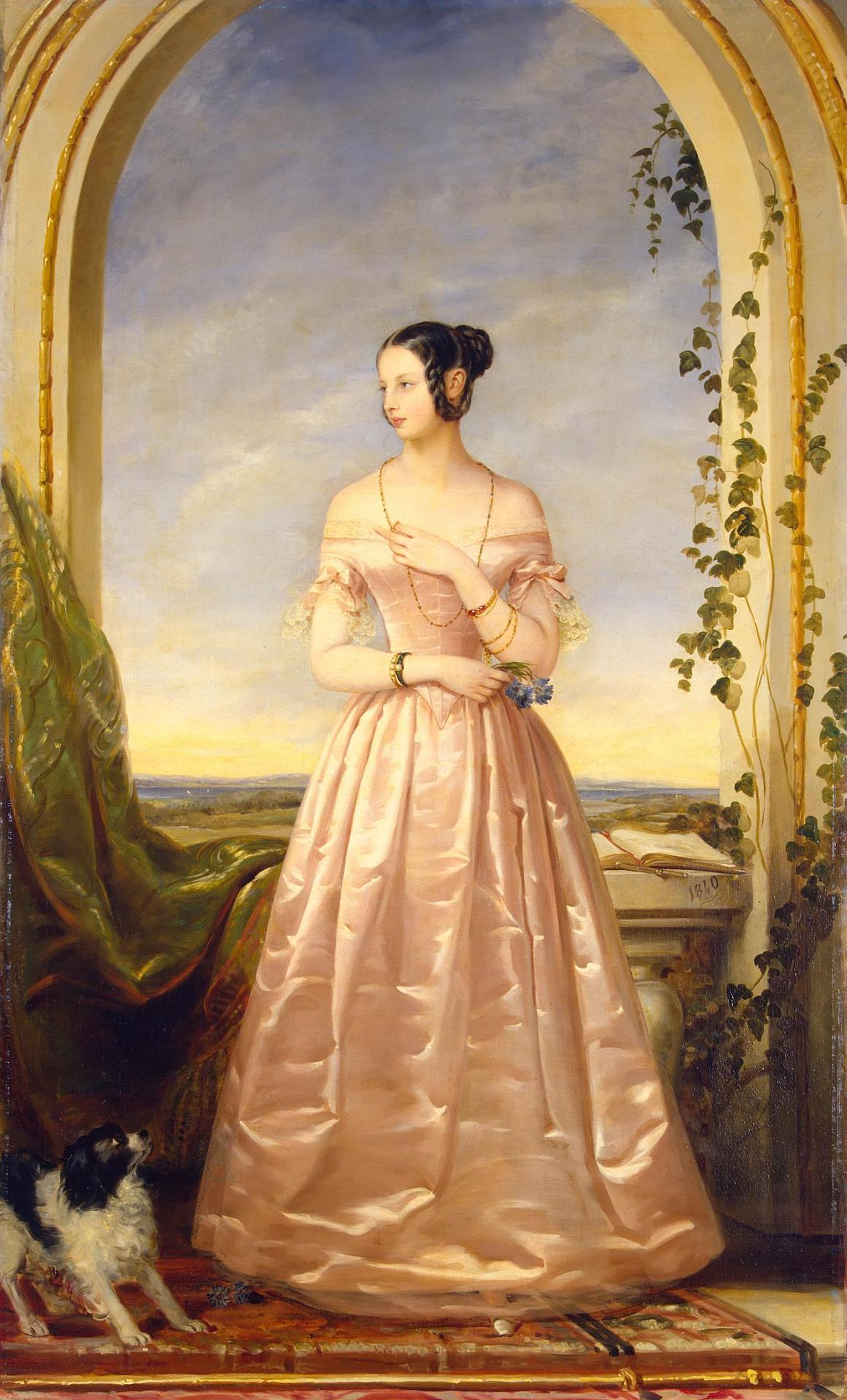
Portrait d'Alexandra Nikolaïevna, fille de l'empereur Nicolas Ier, 1840, Musée de l'Ermitage, Saint-Pétersbourg.
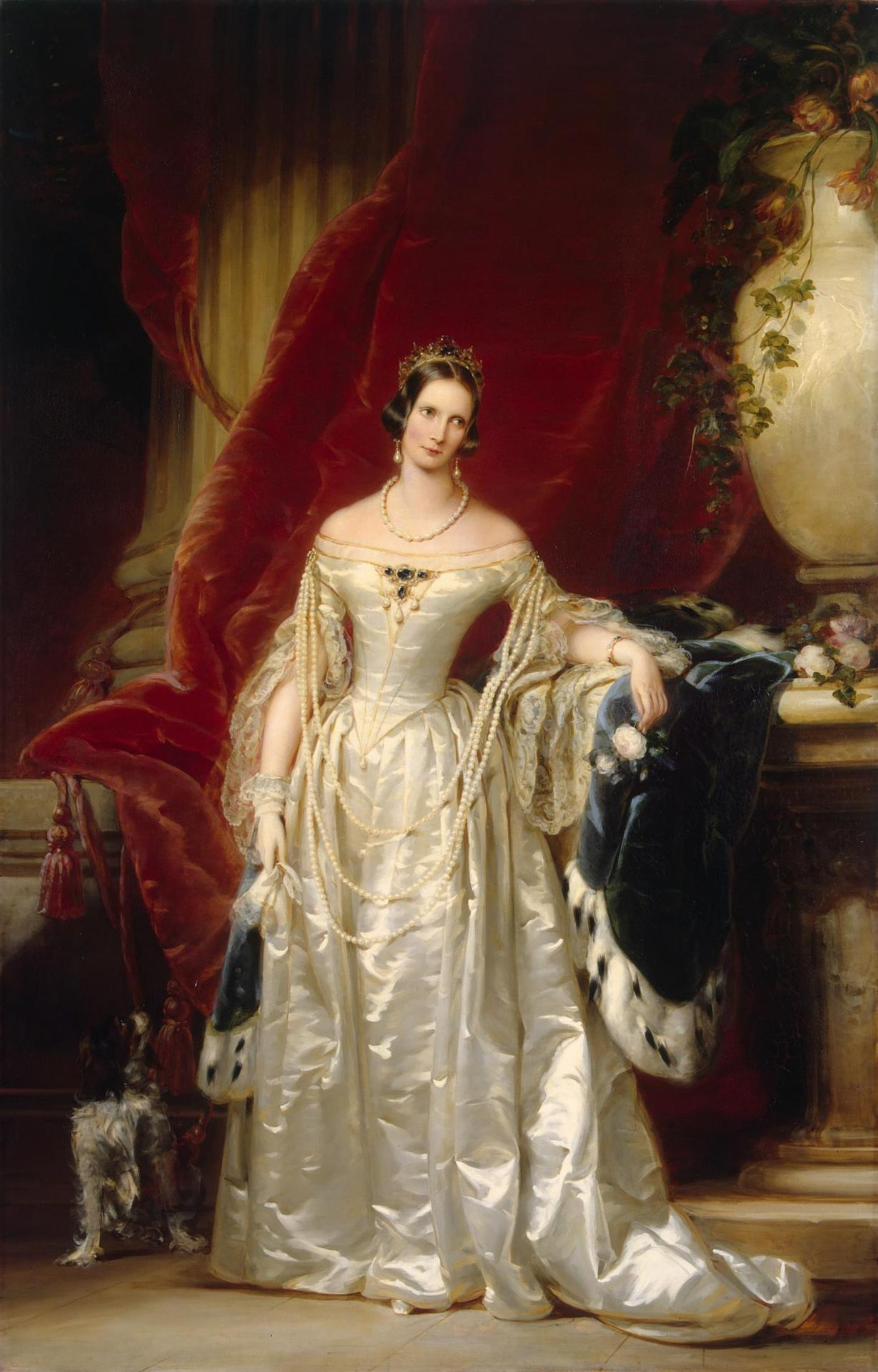
L'impératrice Alexandra Fedorovna, 1840-1841, Musée de l'Ermitage, Saint-Pétersbourg
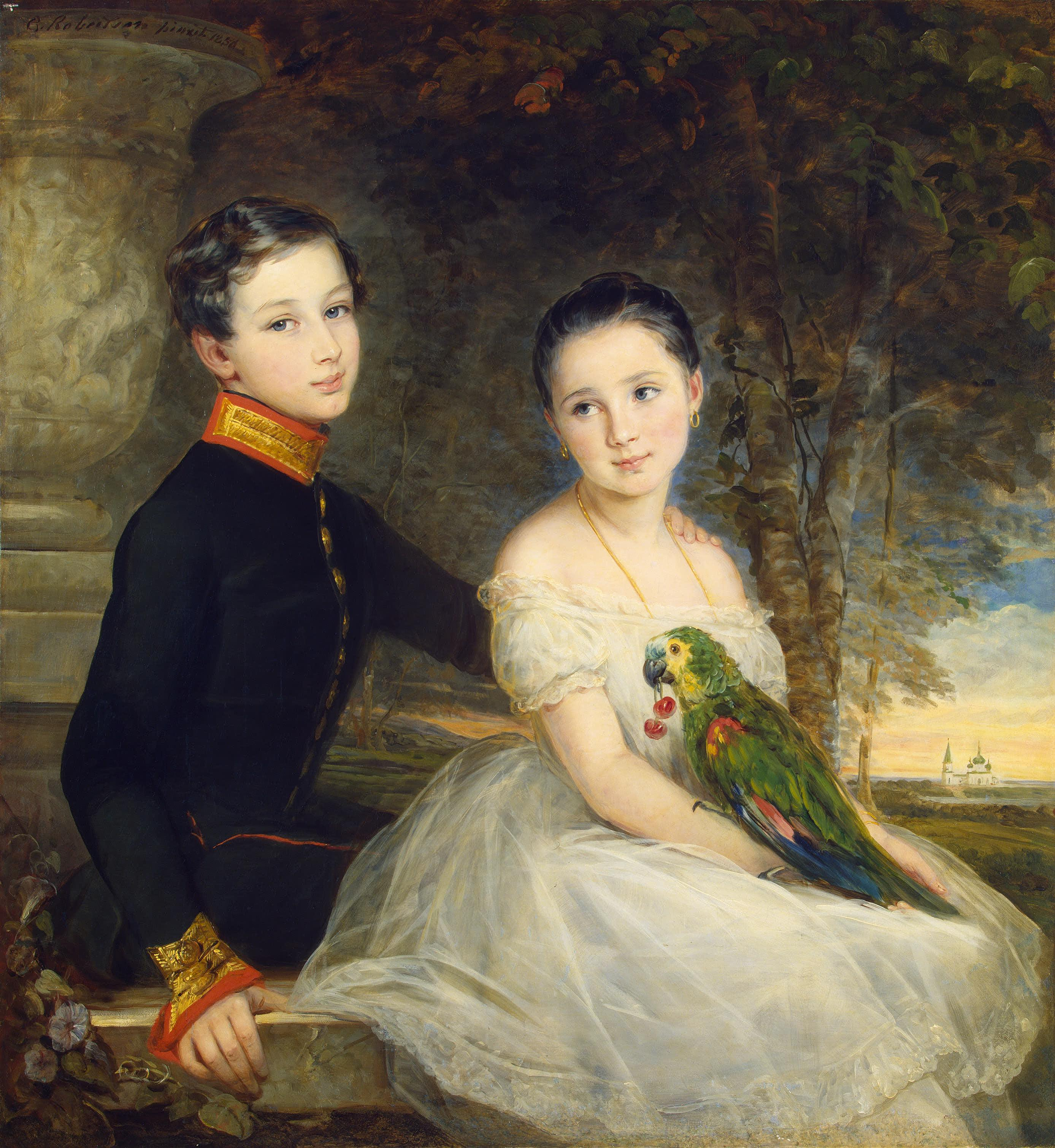
Enfants avec un perroquet, 1850, Musée de l'Ermitage, Saint-Pétersbourg.
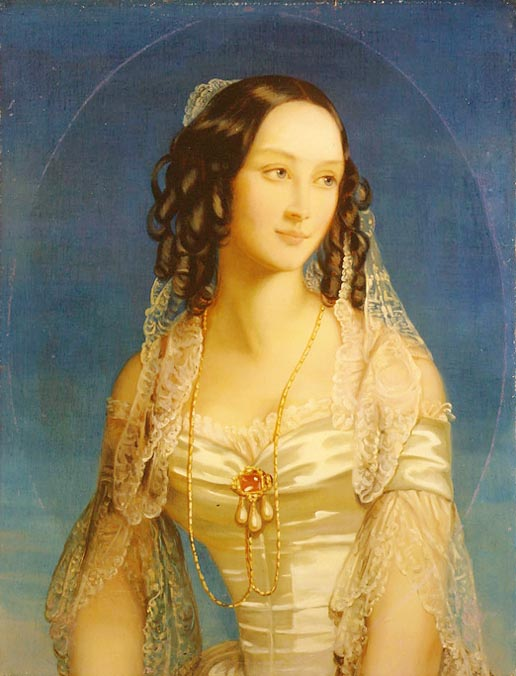
Portrait de la princesse Zénaïde Youssoupov,  1840, Galerie Tretiakov, Moscou.
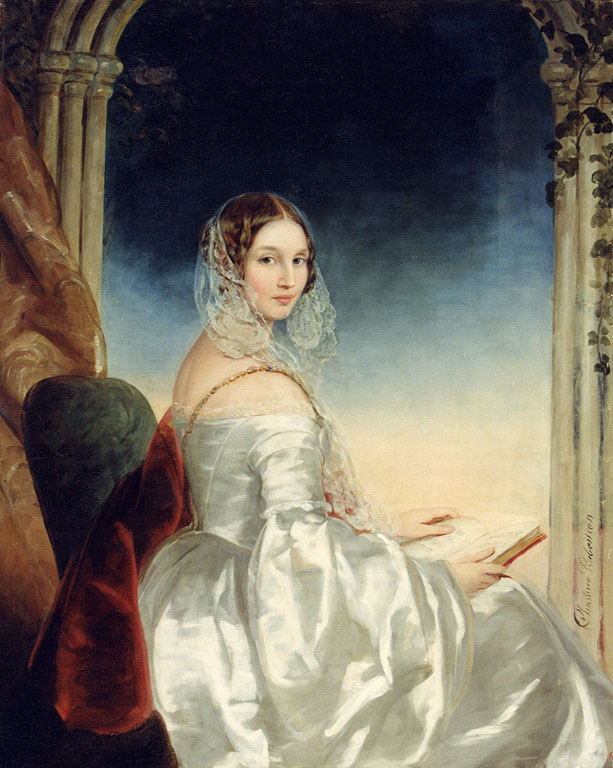
Portrait de la comtesse Olga Orlova-Davydova, née princesse Bariatinskaïa (1814-1876), musée d'art Radichtchev, Saratov.